# Mauritz Sandberg
Mauritz "Moje" Sandberg, född 15 november 1895 i Sanne församling, Göteborgs och Bohus län, död 4 november 1981 i Stenungsund, var en svensk amatörfotbollsspelare (anfallare) som var uttagen till den svenska fotbollstruppen i OS i Antwerpen 1920. Där blev det svenska laget oplacerat efter att ha vunnit en och förlorat två matcher. Sandberg spelade i Sveriges alla tre matcher i turneringen.
Sandberg, som under sin klubbkarriär tillhörde IFK Göteborg där han år 1918 blev svensk mästare, spelade under åren 1918-20 sammanlagt 11 landskamper (0 mål).
Mauritz Sandberg var bror till konstnären och göteborgskoloristen Ragnar Sandberg, som bland annat har avbildat fotbollsspelare i IFK Göteborgs färger.

## Meriter

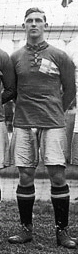
Sandberg vid matchen mot Grekland i OS 1920

### I klubblag
IFK Göteborg
- Svensk mästare (1): 1918

### I landslag
Sverige
- Uttagen till OS (1): 1920
- 11 landskamper, 0 mål

### Individuellt
- Mottagare av Stora grabbars märke, 1926

### Webbsidor
- Mauritz Sandberg på Sveriges Olympiska Kommittés webbplats
- Profil på sports-reference.com
- Lista på landskamper, svenskfotboll.se, läst 2013 01 29
- "Olympic Football Tournament Antwerp 1920", fifa.com, läst 2013 01 30